# Han Yingyan
Han Yingyan (10 de mayo de 1988) es una luchadora china de lucha libre. Consiguió una medalla de oro en Campeonato Asiático de 2016. 